# Popping (počítačová grafika)
Popping je nepříjemný a rušivý jev, který nastává při změně úrovně detailu (LODu), kdy se skokově mění geometrie modelu. Při pohybu pozorovatele dochází k přidávání nebo odebírání vrcholu z modelu, protože LOD algoritmus je závislý na poloze kamery. Čím výraznější změna geometrie nastane, tím je tento rušívý jev více vidět. Tento problém je nejvíc vidět při statickém  (LODu), protože se mění velké množství vrcholů najednou.